# Himmershøj
Himmershøj (dansk) eller Himmershoi (tysk) er en husgruppe i udkanten af landsbyen Ves i det nordlige Angel i Sydslesvig. Administrativt hører stedet under Ves Kommune i Slesvig-Flensborg kreds i den nordtyske delstat Slesvig-Holsten. I kirkelig henseende hører Himmershøj under Munkbrarup Sogn. Sognet lå i Munkbrarup Herred (Flensborg Amt), da Slesvig var dansk indtil 1864. Himmershøj er den vestligste bebyggelse i sognet tæt ved grænsen til Husby Herred og siden 1910 til Flensborg kommune (Kavslund).
Himmershøj er første gang nævnt 1648 (Mejer). Forleddet henføres til Himmerig som navn på et forhenværende skovområde. Navnet forekommer flere gange både som bebyggelses- og naturnavn på dansk (og sydslesvigsk) område (sml. Himmerig ved Harreslev) - og forekommer også i Norge og Sverige. Efterleddet henføres til -hoved (angeldansk hoi) og betgner et fremspring eller hjørne. På dansk findes tilsvarende også Himmerigshoved. I 1779 nævnes her 3 kådnersted.